# Alaungpaya
Alaungpaya (tiếng Miến Điện: အလောင်းဘုရား, phát âm [ʔəláʊɰ̃ pʰəjá]; còn viết là Alaunghpaya hay Alaung-Phra; 24 tháng 8 [lịch cũ 13 tháng 8] năm 1714 – 11 tháng 5 năm 1760) là người sáng lập và quân chủ đầu tiên của Triều Konbaung trong lịch sử Myanmar. Ông vốn là tù trưởng một làng nhỏ tại Thượng Miến, nhưng đến thời điểm ông qua đời do bệnh tật trong chiến dịch tại Xiêm La, ông đã thống nhất Miến Điện, khuất phục Manipur, chinh phục Lan Na, và đánh bại thế lực Pháp và Anh. Ông cho dựng thêm các khu dân cư xung quanh Dagon và gọi đô thị được mở rộng này là Yangon.
Ông được cho là một trong ba vị vua Miến Điện vĩ đại nhất cùng với Anawrahta và Bayinnaung, vì đã thống nhất Miến Điện lần thứ ba trong lịch sử.

## Bối cảnh
Ông sinh ngày 24 tháng 8 năm 1714 với tên gọi là Aung Zeya (အောင်ဇေယျ "Chiến thắng thành công") tại Moksobo, một ngôi làng có vài trăm hộ gia đình thuộc thung lũng sông Mu, cách khoảng 100 km (62 mi) về phía tây bắc của Ava (Inwa). Cha ông là Min Nyo San (မင်းညိုစံ) và mẹ ông là Saw Nyein Oo (စောငြိမ်းဦး). Ông là con trai thứ hai của một gia đình thuộc dòng dõi quý tộc đã cai trị thung lũng Mu trong nhiều thế hệ. Cha ông là tù trưởng kế tập của Moksobo, bác/chú của ông là Kyawswa Htin (ကျော်စွာထင်) hay còn gọi là Sitha Mingyi (စည်သာမင်းကြီး) là lãnh chúa của huyện thung lũng Mu. Alaungpaya tuyên bố rằng ông là hậu duệ của các quốc vương Mohnyin Thado, Narapati I và Thihathura của Vương quốc Ava, và truy xa hơn là thuộc dòng dõi vương thất Vương quốc Pagan. Ông xuất thân từ một gia đình lớn, và có quan hệ thông qua huyết thống hoặc hôn nhân với nhiều gia đình quý tộc khác trên khắp thung lũng. Năm 1730, Alaungpaya kết hôn với chị/em họ là Yun San (ယွန်းစံ), con gái của tù trưởng làng bên Siboktara (စည်ပုတ္တရာ). Họ có sáu người con trai và ba con gái còn sống đến khi trưởng thành. (Con gái thứ tư chết trẻ.)

## Thủ lĩnh địa phương
Aung Zeya lớn lên trong giai đoạn quyền lực của Triều Taungoo đang suy giảm nhanh chóng. Các "quốc vương cung điện" tại Ava không thể phòng thủ trước các cuộc tấn công của người Manipur, thế lực này ngày càng đánh sâu hơn các vùng của Thượng Miến kể từ năm 1724. Ava thất bại trong việc khôi phục miền nam Lanna (Chiang Mai) đã nổi dậy vào năm 1727, và không làm gì để ngăn chặn nhà Thanh sáp nhập miền bắc các quốc gia Shan vào thập niên 1730.
Thung lũng Mu nằm ngay trên tuyến đường người Manipur tấn công năm này qua năm khác. Mặc dù Miến Điện lớn hơn Manipur rất nhiều, nhưng Ava không thể đánh bại các cuộc tấn công này hoặc tổ chức một cuộc viễn chinh trừng phạt vào lãnh thổ của Manipur. Người dân bất lực chứng kiến quân địch đốt làng, cướp phá chùa và bắt người đi.
Trong thời điểm khó khăn này, khi không có quyền lực triều đình, những người như Aung Zeya đã vươn lên. Ông kế nhiệm cha mình làm tù trưởng ở tuổi đầu đôi mươi. Aung Zeya là người cao lớn ở thời đại đó, (5 foot 11 inch in height (1,80 m) theo mô tả của một phái viên người Anh), có thân hình rắn rỏi, rám nắng, ông thể hiện được khả năng lãnh đạo con người bẩm sinh của mình, và được các quý tộc trên khắp thung lũng nhìn nhận là một nhà lãnh đạo. Họ bắt đầu tự mình đối phó nhằm chống lại các cuộc tấn công từ Manipur.
Chế độ đã suy tàn tại thành Ava cảnh giác với bất kỳ đối thủ tiềm tàng nào. Năm 1736, tổng tư lệnh quân đội Ava là Taungoo Yaza triệu tập Aung Zeya đến Ava để kiểm tra xem vị tù trưởng có phải là mối đe dọa tiềm tàng đối với chế độ hay không. Hài lòng vì chàng trai 22 tuổi không có ý định đoạt ngôi, Taungoo Yaza thay mặt quốc vương phong hiệu Bala Nanda Kyaw (ဗလနန္ဒကျော်) cho Aung Zeya. Aung Zeya trở thành cấp phó cho bác/chú của mình là lãnh chúa thung thũng Mu, và trở thành một quan chức hành chính kyegaing (ကြေးကိုင်, [tɕéɡàɪɰ̃]), chịu trách nhiệm về thu thuế và về giữ gìn trật tự.

## Thành lập Triều Konbaung
Quyền lực của triều đình Ava tiếp tục suy giảm trong những năm tiếp theo. Năm 1740, người Mon ở Hạ Miến ly khai và thành lập Vương quốc Hanthawaddy phục hồi với thủ đô là Bago. Những nỗ lực yếu ớt của Ava nhằm khôi phục miền nam không thay đổi được tình hình. Chiến tranh quy mô thấp giữa Ava và Bago kéo dài cho đến cuối năm 1751, khi chế độ Bago phát động cuộc tấn công cuối cùng, toàn lực xâm lược Thượng Miến. Đến đầu năm 1752, được hỗ trợ vũ khí từ Công ty Đông Ấn Pháp cùng lính đánh thuê Hà Lan và Bồ Đào Nha, quân Hanthawaddy tiến đến cửa ngõ thành Ava. Người thừa kế của Hanthawaddy là Upayaza triệu tập tất cả các quan chức hành chính ở Thượng Miến đến để quy phục. Một số người lựa chọn hợp tác, nhưng những người khác như Aung Zeya thì lựa chọn phản kháng.
Aung Zeya thuyết phục 46 ngôi làng ở thung lũng Mu tham gia kháng chiến cùng ông.:291–292 Ông có được chỗ đứng trong "một nhóm nam và nữ đặc biệt kiêu hãnh" ở Thượng Miến, họ mong muốn khắc phục vô số nỗi nhục mà vương quốc kiêu hãnh một thời của họ phải gánh chịu.:291–292 Vào ngày 29 tháng 2 năm 1752 (trăng rằm tháng Tabaung năm 1113 lịch Miến), khi quân Hanthawaddy chuẩn bị chọc thủng các bức tường bên ngoài của Ava, Aung Zeya tự xưng là quốc vương với hiệu là Alaungpaya  ("Người là  Đức Phật tương lai", Di Lặc) và thành lập triều đại Konbaung. Ông có hiệu đầy đủ là Thiri Pawara Wizaya Nanda Zahta Maha Dhamma Yazadiyaza Alaung Mintayagyi (သီရိပဝရ ဝိဇယနန္ဒဇာထ မဟာဓမ္မ ရာဇာဓိရာဇာ အလောင်းမင်းတရားကြီး).:291–292
Tuy nhiên, không phải ai cũng bị thuyết phục. Sau khi Ava thất thủ vào ngày 23 tháng 3 năm 1752, cha của Alaungpaya là Nyo San thúc giục ông quy phục Hanthawaddy. Người cha này chỉ ra rằng mặc dù Alaungpaya có rất nhiều người nhiệt tình, nhưng họ chỉ có một vài súng hỏa mai, và hàng rào nhỏ của họ không có cơ hội chống lại một đội quân Hanthawaddy được trang bị tốt vừa cướp phá một thành Ava kiên cố. Alaungpaya không hề nao núng, nói rằng: "Khi chiến đấu vì đất nước của mình, việc có ít hay nhiều không quan trọng. Điều quan trọng là các đồng chí của bạn có trái tim chân chính và vòng tay mạnh mẽ." Ông chuẩn bị phòng thủ bằng cách dựng hàng rào cho ngôi làng của mình, lúc này có tên Shwebo, và đào một con hào quanh làng. Ông cho dọn quang khu rừng bên ngoài hàng rào, các ao bị phá hủy và giếng nước thì bị lấp.

## Thống nhất Miến Điện (1752–1759)

### Thượng Miến (1752–1754)
Konbaung chỉ là một trong số nhiều lực lượng kháng chiến khác nổi lên một cách độc lập trên khắp vùng Thượng Miến đang rối loạn. Điều may mắn cho các lực lượng kháng chiến này là bộ chỉ huy Hanthawaddy nhầm lẫn việc đánh chiếm thành Ava với chiến thắng trước Thượng Miến, và rút 2/3 lực lượng xâm lược về Bago, chỉ để lại một phần ba (dưới 10.000 quân) nhằm thực hiện điều họ cho là một hoạt động thu dọn.:291–292
Lúc đầu, chiến lược này có vẻ hiệu quả. Quân Hanthawaddy đã thiết lập các tiền đồn xa về phía bắc đến miền bắc vùng Sagaing ngày nay, và kết được đồng minh với người Gwe Shan xứ Madaya ở miền bắc vùng Mandalay ngày nay.
Tuy thế, lực lượng của Alaungpaya tiêu diệt được hai biệt đội Hanthawaddy đầu tiên được cử đến để khuất phục ông. Tiếp theo, họ sống sót sau cuộc bao vây kéo dài một tháng của một đội quân Hanthawaddy gồm hàng nghìn người do chính Tướng quân Talaban chỉ huy, và đánh đuổi quân xâm lược phải rút chạy tán loạn. Tin tức lan truyền, không lâu sau Alaungpaya tập hợp một đội quân hợp quy thức từ khắp thung lũng Mu và từ xa hơn, sử dụng các mối quan hệ gia đình của mình và bổ nhiệm các thủ lĩnh quý tộc cùng tầng lớp với ông làm các chủ quản chủ chốt. Thành công của ông giúp thu hút thêm tân binh mỗi ngày từ nhiều vùng trên khắp Thượng Miến. Hầu hết các lực lượng kháng chiến khác cũng như các sĩ quan từ Lực lượng Vệ binh cung điện đã bị giải tán đã tham gia cùng ông, đóng góp những vũ khí mà họ giữ lại. Đến tháng 10 năm 1752, ông nổi lên thành kẻ thách thức chính của Hanthawaddy, và đánh đuổi tất cả các tiền đồn của Hanthawaddy ở phía bắc thành Ava, cũng như đồng minh Gwe Shan của họ. Hàng chục huyền thoại xuất hiện xung quanh tên tuổi của ông. Mọi người cảm thấy rằng khi ông lãnh đạo họ thì họ không thể thất bại.
Bất chấp những thất bại liên tục, chế độ Bago vẫn không gửi quân tiếp viện, ngay cả khi Alaungpaya củng cố thành quả của mình trên khắp Thượng Miến. Vào ngày 3 tháng 1 năm 1754, quân Konbaung chiếm lại thành Ava. Alaungpaya lúc này nhận được sự tôn kính từ các quốc gia Shan nằm gần ông, về phía bắc xa đến Momeik.
Đến tháng 3 năm 1754, Hanthawaddy cuối cùng phải gửi đi toàn bộ quân đội của mình, họ vây hãm thành Ava và tiến đến Kyaukmyaung nằm cách Shwebo không xa. Alaungpaya đích thân chỉ huy cuộc phản công của Konbaung và đánh đuổi quân đội miền nam vào tháng 5.

### Hạ Miến (1755–1757)

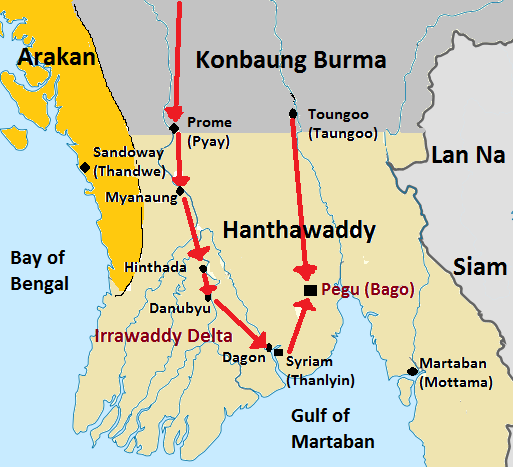
Konbaung xâm chiếm Hạ Miến 1755–1757.

Cuộc xung đột này ngày càng trở thành một cuộc xung đột sắc tộc, giữa người Miến ở phía bắc và người Mon ở phía nam. Ban lãnh đạo Hanthawaddy tăng cường tiến hành thất sách là đàn áp người Miến ở miền nam. Họ cũng hành quyết vị quốc vương Taungoo đang bị giam cầm vào tháng 10 năm 1754. Alaungpaya tận dụng khai thác tình hình, khuyến khích được nhiều binh sĩ người Miến còn lại của Hanthawaddy đổi sang phe ông.
Quân đội của ông được mở rộng khi tuyển được thêm quân từ khắp Thượng Miến, bao gồm cả các đội quân người Shan, người Kachin và người Kuki. Ông phát động một cuộc xâm lược chớp nhoáng quy mô lớn vào Hạ Miến vào tháng 1 năm 1755. Đến tháng 5, quân đội của ông chinh phục được toàn bộ đồng bằng châu thổ Irrawaddy và chiếm được Dagon, ông đổi tên đô thị này thành Yangon. Tuy nhiên, cuộc tấn công của ông đột ngột bị dừng lại tại thành phố cảng chính là Thanlyin do Pháp phòng thủ, người Pháp đẩy lui nhiều cuộc tấn công của Konbaung.
Alaungpaya tìm kiếm một liên minh với Công ty Đông Ấn Anh và cũng tìm kiếm thêm vũ khí, nhưng đều không thành hiện thực. Quân đội Konbaung cuối cùng chiếm được thành phố sau cuộc vây hãm kéo dài 14 tháng vào tháng 7 năm 1756, chấm dứt sự can thiệp của Pháp vào cuộc chiến. Quân đội Konbaung sau đó chiến thắng lực lượng phòng thủ quyết tâm nhưng ít hơn rất nhiều của Hanthawaddy và cướp phá Bago vào tháng 5 năm 1757. Vương quốc 17 tuổi này bị diệt vong.
Sau đó, Chiang Mai và các nước khác ở tây bắc Thái Lan ngày nay nhanh chóng gửi đồ cống nạp, họ từng nổi dậy từ năm 1727. Ở phía nam cũng vậy, các thống đốc của Mottama và Dawei cũng gửi đồ cống nạp.

### Các quốc gia Shan ở xa (1758–1759)
Năm 1758, Alaungpaya cử một đoàn viễn chinh đến các quốc gia Shan và Tai phía bắc (nay là miền bắc và đông bang Kachin, miền bắc bang Shan, và Xishuangbanna), bị nhà Thanh sáp nhập kể từ giữa thập niên 1730. Đến đầu năm 1759, người Miến tái lập thành công quyền lực của mình. Một nỗ lực sau đó của nhà Thanh nhằm tái chiếm khu vực dẫn đến Chiến tranh Thanh–Miến (1765-1769).

### Mũi Negrais (1759)
Alaungpaya sau đó chuyển sự chú ý sang tiền đồn của Công ty Đông Ấn Anh (EIC) tại mũi Negrais ở phía tây nam của Đồng bằng châu thổ Irrawaddy. Trước đó do lo ngại về sự thành công của Hanthawaddy do Pháp hậu thuẫn, người Anh đổ bộ lên hòn đảo này vào năm 1753 và xây dựng một pháo đài tại đó. Trong cuộc chiến với Hanthawaddy, Alaungpaya từng đề nghị nhượng lại hòn đảo cho người Anh để đổi lấy các trợ giúp về quân sự. Tuy nhiên, người Anh từ chối lời đề nghị của Alaungpaya, nói rằng họ không có sẵn bất kỳ vũ khí nào vì họ cũng đang tham gia vào cuộc chiến riêng chống lại người Pháp. Năm 1758, Alaungpaya nhận được tin các đặc vụ của Công ty Đông Ấn đã bán đạn dược và vũ khí (500 súng hỏa mai) cho quân nổi dậy Mon. (Nhà sử học GE Harvey cho rằng tin tức này là do các cố vấn của Alaungpaya bịa đặt và số vũ khí được cung cấp là "năm" súng hỏa mai chứ không phải 500.) Vào ngày 6 tháng 10 năm 1759, một tiểu đoàn Konbaung gồm 2.000 quân tràn qua pháo đài, phá hủy nó khi rút lui.

## Chiến tranh bên ngoài

### Manipur (1756, 1758)

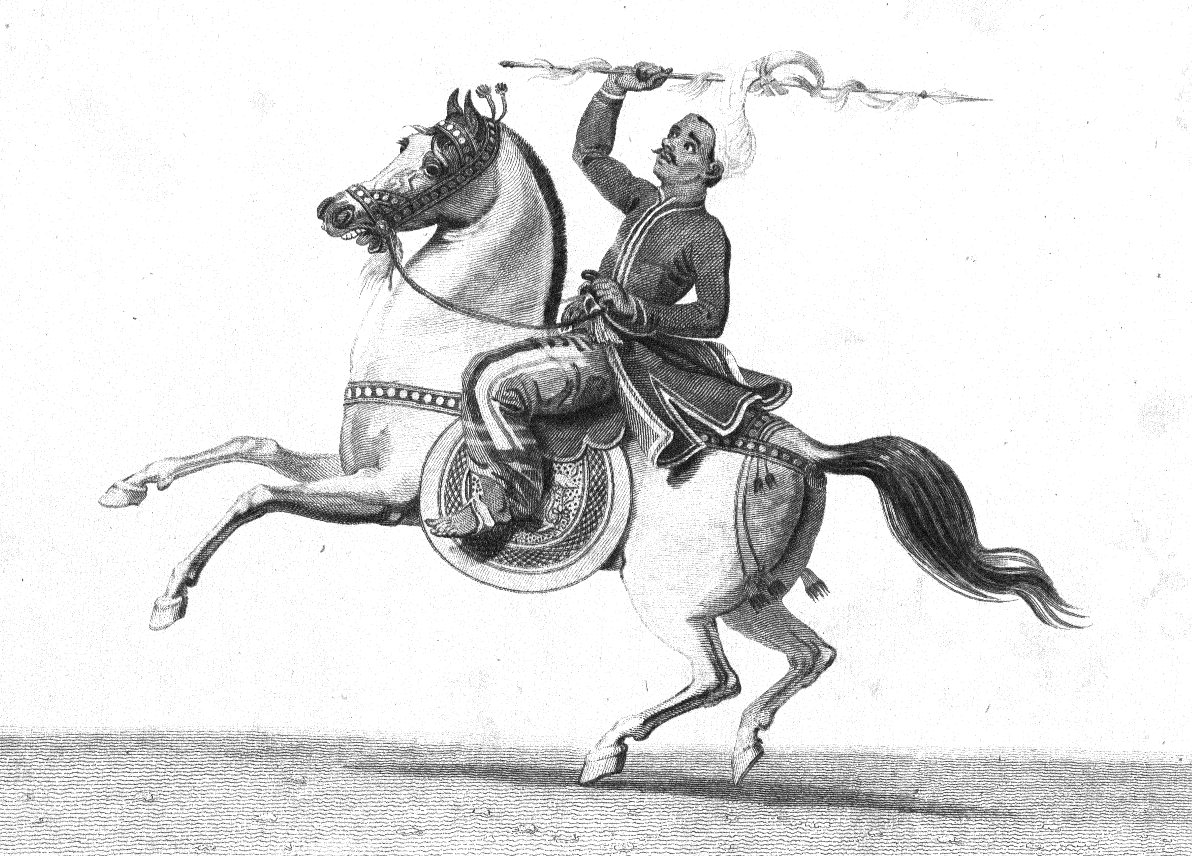
Một kị binh Cassay Manipur phục vụ quân đội Konbaung

Khi lớn lên, Alaungpaya chứng kiến các cuộc tấn công của người Manipur cướp phá quê hương mình năm này qua năm khác, ông quyết tâm trả thù ngay khi có thể. Trong khi hầu hết quân của mình đang bao vây Syriam, ông cử một đoàn viễn chinh đến Manipur để "truyền đạt sự tôn trọng". Đầu năm 1756, quân Miến Điện đánh bại quân Manipur và cướp phá toàn bộ đất nước này, sự kiện được người Manipur gọi là Cuộc tàn phá đầu tiên. Sau khi Hạ Miến bị đánh bại, đích thân Alaungpaya dẫn đầu một cuộc viễn chinh khác vào tháng 11 năm 1758, lần này là để đưa ứng cử viên Miến Điện lên ngai vàng Manipur. Quân đội của ông xâm lược theo tuyến đường Khumbat ở thung lũng Mainpur, và chiến thắng sức kháng cự mạnh mẽ của người Manipur tại Pallel trên đường hành quân đến thủ đô Imphal của Manipur. Sau Pallel, quân Miến Điện tiến vào Imphal mà không bắn một phát nào. Theo phía Manipur, quân đội Konbaung phạm những tội ác "tàn nhẫn không thể diễn tả" đối với dân chúng, gây ra "một trong những thảm họa tồi tệ nhất trong lịch sử của họ". Tuy nhiên nhà sử học GE Harvey viết: Alaungpaya "chỉ làm với họ những gì họ đã làm với người dân của ông ấy". Alaungpaya đưa ứng cử viên của mình lên ngai vàng Manipur và cùng quân đội của mình trở về. Ông cũng mang về nhiều kỵ binh Manipur, những người này trở thành quân đoàn kỵ binh tinh nhuệ (được gọi là kị binh Cassay) trong quân đội Miến Điện.

### Xiêm La (1759–1760)

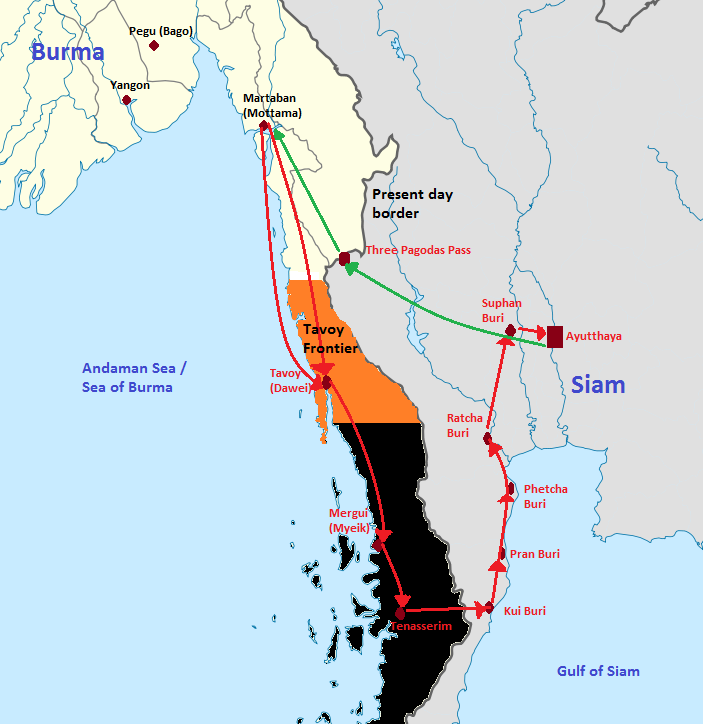
Chiến tuyến chính trong Chiến tranh Miến-Xiêm

Vương quốc Ayutthaya là một trong những chính thể giàu có nhất và có tính quốc tế nhất Đông Nam Á trong thế kỷ 18. Trước khi triều đại Konbaung trỗi dậy, Ayutthaya của Xiêm La và Taungoo của Miến Điện tương đối yên bình trong hơn 150 năm, với một thời gian ngắn xung đột khi Quốc vương Narai của Ayutthaya phát động một cuộc viễn chinh nhằm xâm chiếm Lan Na thân Miến Điện vào giữa thế kỷ 17. Triều đại Konbaung âm mưu chiếm đoạt của cải và tài nguyên của Ayutthaya để phục vụ lợi ích của tầng lớp cai trị.
Xiêm La và Miến Điện có xung đột lợi ích đối với vùng Tenasserim kể từ thế kỷ 16. Duyên hải Tenasserim có tính sinh lợi về mặt kinh tế. Từ khi người Miến Điện tái chiếm miền bắc Tenasserim vào đầu thế kỷ 17, quyền kiểm soát vùng này được chia sẻ giữa Xiêm La và Miến Điện: Miến Điện kiểm soát các cảng phía Bắc Tenasserim là Mawlamyine và Tavoy trong khi Xiêm La kiểm soát các cảng phía Nam Tenasserim là Mergui và Tenasserim.
Sự việc Ayutthaya ủng hộ quân nổi dậy Mon chống lại Thượng Miến, đặc biệt là sau khi Hạ Miến thất thủ đã khuyến khích Alaungpaya cố gắng tấn công tổng lực vào Ayutthaya. Mục đích của ông là kết thúc khả năng Ayutthaya trở thành một đối thủ đáng gờm chống lại lợi ích an ninh nội bộ của Alaungpaya, và nhằm tái hiện các cuộc chinh phục của Bayinnaung.

#### Bao vây Ayutthaya
Sau mùa mưa năm 1759, Alaungpaya và quân đội của ông quay trở lại miền nam để đối phó với Hạ Miến vẫn còn bất ổn. Một năm trước, một cuộc nổi dậy lớn của người Môn bùng phát, tạm thời đánh đuổi thống đốc của Konbaung tại Pegu (Bago). Mặc dù cuộc nổi dậy đã bị dập tắt, cuộc kháng cự của người Mon vẫn còn diễn ra tại bờ biển Thượng Tenasserim (bang Mon ngày nay), là nơi Konbaung phần lớn chỉ kiểm soát trên danh nghĩa. Xiêm La cung cấp nơi trú ẩn cho các thủ lĩnh phiến quân và quân lính của họ. Alaungpaya tìm kiếm sự đảm bảo từ quốc vương Xiêm La rằng họ sẽ không can thiệp vào công việc nội bộ của Miến Điện và giao nộp ban lãnh đạo của phe nổi dậy. Nhưng quốc vương của Xiêm La từ chối yêu cầu của Miến Điện và chuẩn bị cho chiến tranh.
Vào tháng 12 năm 1759, quân đội Miến Điện gồm 40.000 người dưới quyền Alaungpaya rời Martaban để xâm chiếm Xiêm La qua ngả Tenasserim. Con trai thứ hai của ông là Hsinbyushin làm cấp phó cho ông. Người Miến Điện chiếm thị trấn Tenasserim, tiến về phía đông qua dãy núi Tenasserim đến bờ Vịnh Thái Lan, quay về phía bắc và chiếm các thị trấn ven biển, Kuwi, Pran Buri và Phetchaburi. Người Xiêm La ngày càng tăng cường độ kháng cự khi người Miến Điện tiến đến thủ đô Ayutthaya, nhưng dù vậy họ vẫn bị đẩy lùi với tổn thất nặng nề về người, súng và đạn dược.
Quân đội Miến Điện tiến đến Ayutthaya vào tháng 4 năm 1760. Tuy nhiên, chỉ sau khi vây hãm được 5 ngày, Alaungpaya đột ngột đổ bệnh. Các nguồn của Thái Lan cho biết ông bị thương do một vụ nổ vỏ pháo khi đang thị sát quân đoàn pháo binh trên mặt trận, nhưng các nguồn của Miến Điện nói rõ ràng rằng ông bị ốm, và vì cái chết do bệnh tật không có tính vinh quang nên không có vẻ như họ cố gắng che giấu sự thật. Căn bệnh của ông được xác định là "kiết lỵ" hoặc "tràng nhạc"
Người Miến Điện bắt đầu rút lui vào ngày 17 tháng 4 năm 1760 (ngày 3 nửa đầu tháng Kason năm 1122 lịch Miến). Chỉ có 6.000 quân của Minkhaung Nawrahta và 500 kỵ binh Cassay ở lại làm hậu quân, chống đỡ thành công các cuộc tấn công của quân Xiêm La dọc theo tuyến đường rút lui.
Mặc dù người Miến Điện không đạt được mục tiêu cuối cùng là lật đổ Ayutthaya, nhưng họ chính thức sáp nhập duyên hải Thượng Tenasserim và chuyển biên giới ít nhất là tới hành lang Dawei-Myeik.

## Qua đời

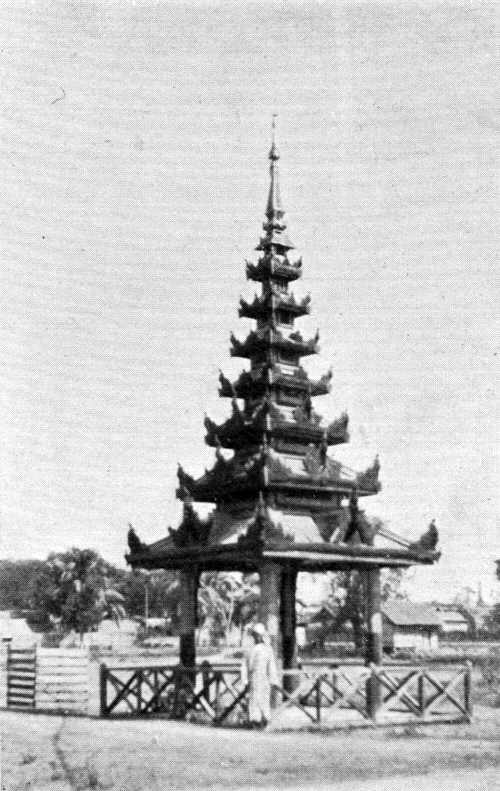
Lăng mộ của Alaungpaya tại Shwebo.

Alaungpaya qua đời vào Chủ nhật, ngày 11 tháng 5 năm 1760 (ngày 12 nửa cuối tháng Kason năm 1122 lịch Miến) vào lúc bình minh, tại Kinywa, gần Martaban, sau khi được quân tiên phong cấp tốc đưa về từ mặt trận Xiêm La. Ông khao khát được nhìn thấy khung cảnh và âm thanh của quê hương Shwebo lần cuối nhưng điều đó không diễn ra. Cái chết của ông được công khai tại Yangon, và thi thể của ông được đưa ngược dòng trên một chiếc sà lan của nhà nước. Tại bến đỗ Kyaukmyaung gần Shwebo, toàn bộ triều đình ra đón và rước thi thể một cách trang trọng qua Cổng Hlaingtha của Shwebo. Ông được chôn cất theo nghi thức của quốc vương tại kinh thành, nơi từng là ngôi làng nhỏ của ông. Ông chỉ trị vì được 8 năm và chưa tròn 46 tuổi khi qua đời. Nhà sử học Harvey viết rằng "con người được nhớ đến qua những năm họ sử dụng chứ không phải những năm họ tồn tại".
Người kế vị Alaungpaya là con trai cả của ông có tên Naungdawgyi, bất chấp việc con trai thứ hai là Hsinbyushin nỗ lực chiếm lấy ngai vàng.

## Hành chính

### Chính phủ
Alaungpaya dành phần lớn thời gian trị vì của mình cho các chiến dịch quân sự. Để quản lý các vùng lãnh thổ mà mình mới giành được, ông chủ yếu tiếp tục chính sách của các quốc vương Taungoo phục hồi - khía cạnh quan trọng nhất trong đó là giảm số lượng các chức vụ phó vương kế tập. Nhận thức được rằng các chức vụ phó vương kế tập thường xuyên là nguyên nhân gây ra bất ổn, quốc vương bổ nhiệm các thống đốc tại hầu hết các vùng lãnh thổ mà mình mới chinh phục trên khắp thung lũng Irrawaddy. Nhìn chung, ông sẽ tái bổ nhiệm các thống đốc hiện tại nếu họ phục tùng ông mà không đấu tranh. Trên thực tế, hầu hết các thống đốc người Mon tại miền nam đều giữ được chức vụ của họ. Ông chỉ bổ nhiệm ba vị phó vương: Một ở huyện Bảy Đồi (nay thuộc vùng Magway tập trung quanh Mindon), một ở Taungoo và một ở Bago, và không ai trong số đó được kế tập. Ông lập chức phó vương chỉ vì mối quan hệ cá nhân đặc biệt với những người đó. (Ví dụ, phó vương của Taungoo là em trai ông. Sau khi những người đương nhiệm qua đời, các chức vụ đó tự động trở thành chức thống đốc.) Giống như chính sách của triều Taungoo, ông chỉ cho phép phong các phó vương kế tập trên các vùng ngoại vi như các quốc gia Shan và Lan Na. (Sau này các quốc vương Konbaung sẽ giảm dần số lượng phó vương kế tập ngay cả ở các quốc gia Shan.)
Một thay đổi chính sách quan trọng mà Alaungpaya khởi xướng và được các quốc vương Konbaung sau này kế tiếp, là việc thành lập các thuộc địa quân sự và khu định cư dân sự tại Hạ Miến. Chính sách này sẽ là công cụ trong việc làm lu mờ nền văn minh Mon vào đầu thế kỷ 19.

### Hạ tầng

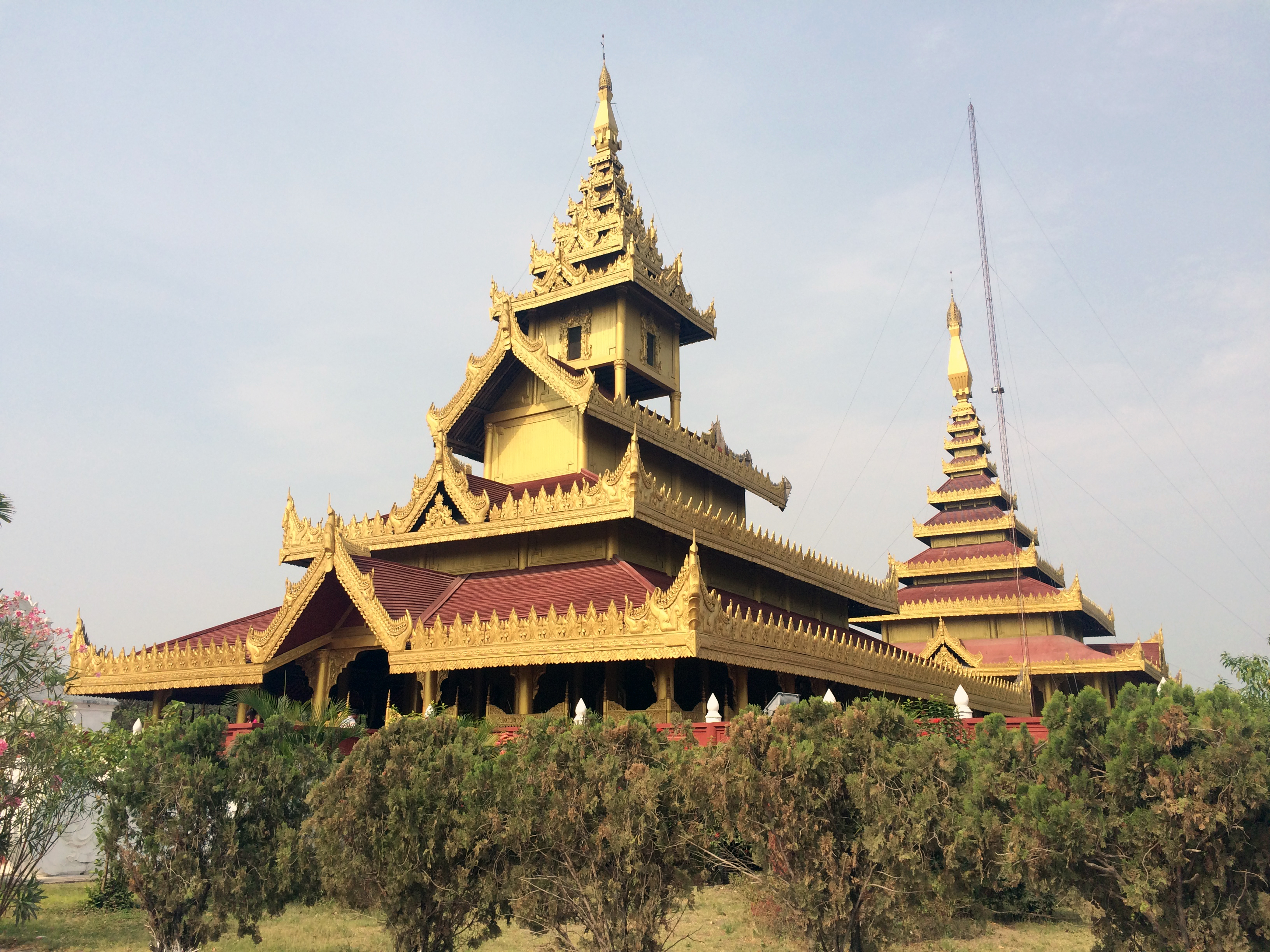
Cung điện Shwebo

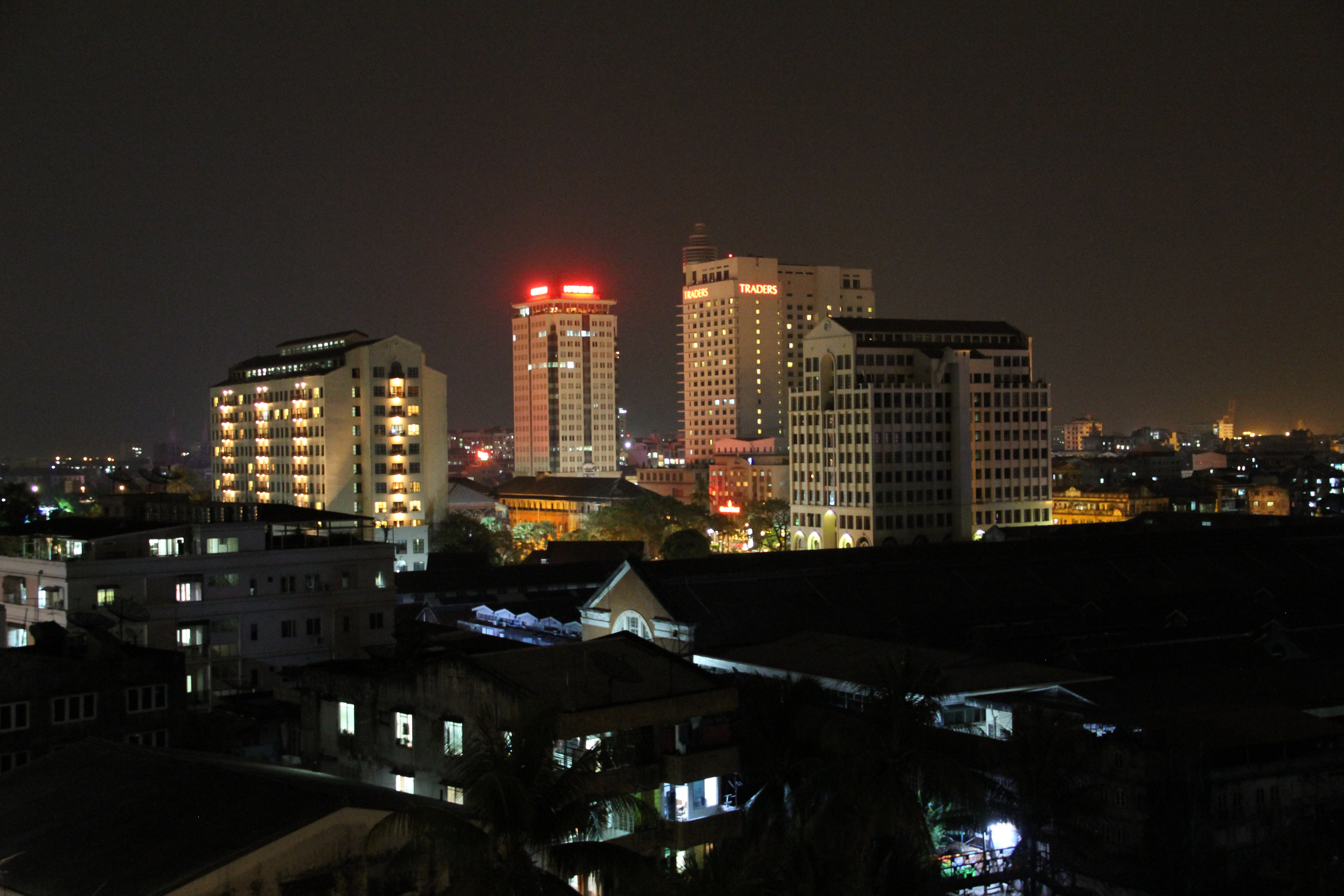
Yangon ngày nay

Hầu hết các công việc phi quân sự mà ông giao phó đều diễn ra trong khoảng thời gian gián đoạn ngắn giữa các chiến dịch. Năm 1752, ông chỉ định Shwebo làm thủ đô của vương quốc, cho mở rộng nơi từng là một ngôi làng cỡ trung bình thành một thành phố lớn. Ông cho xây dựng một cung điện theo mô hình mà các quốc vương thời xưa từng xây dựng. Năm 1758, ông xây dựng hồ Mahananda để cung cấp nước cho Shwebo. Ông cũng cho đắp đập trên sông Mu và đào các con kênh nhằm phục vụ cho nông nghiệp, nhưng công trình này bị xuống cấp sau khi ông qua đời.
Công trình quan trọng và tồn tại lâu dài nhất của ông là việc thành lập Yangon. Sau khi chinh phục thị trấn chùa Dagon vào năm 1755, ông cho đưa những người đồng hương với mình đến lập thêm các khu định cư. (Các tên địa danh ở thung lũng Mu như Ahlon và Kyaukmyaung vẫn tồn tại cho đến ngày nay tại Yangon.) Trước thềm Chiến tranh Anh-Miến lần thứ nhất, Yangon thay thế Syriam (Thanlyin) trở thành thành phố cảng chính của vương quốc.

### Tư pháp
Đối với lĩnh vực luật pháp, vào năm 1755, ông ủy thác biên soạn Manu Kye dhammathat (Sách Luật Manu Kye), một tập hợp các luật và phong tục hiện hành cũng như các phán quyết được lưu giữ trong các sách luật trước đó. Mặc dù cuốn sách luật được sắp xếp kém và đưa ra ít lời giải thích về những đoạn văn mâu thuẫn, nhưng nó trở nên rất nổi tiếng nhờ tính chất bách khoa và được viết bằng thứ tiếng Miến Điện đơn giản với ít yếu tố tiếng Pali.

### Phong cách lãnh đạo
Alaungpaya là một nhà lãnh đạo quân sự lôi cuốn "có phẩm chất hàng đầu", là người truyền cảm hứng sâu sắc cho người dân của mình để làm những điều lớn lao hơn. Ông rất hào phóng trong việc khen ngợi và tặng thưởng nhưng cũng tàn nhẫn khi thất bại. Theo GE Harvey, "mọi người cảm thấy rằng khi ông lãnh đạo họ, họ không thể thất bại", và "được xướng tên tại một trong những lễ phong chức của ông là tham vọng của cả đời người."

## Di sản

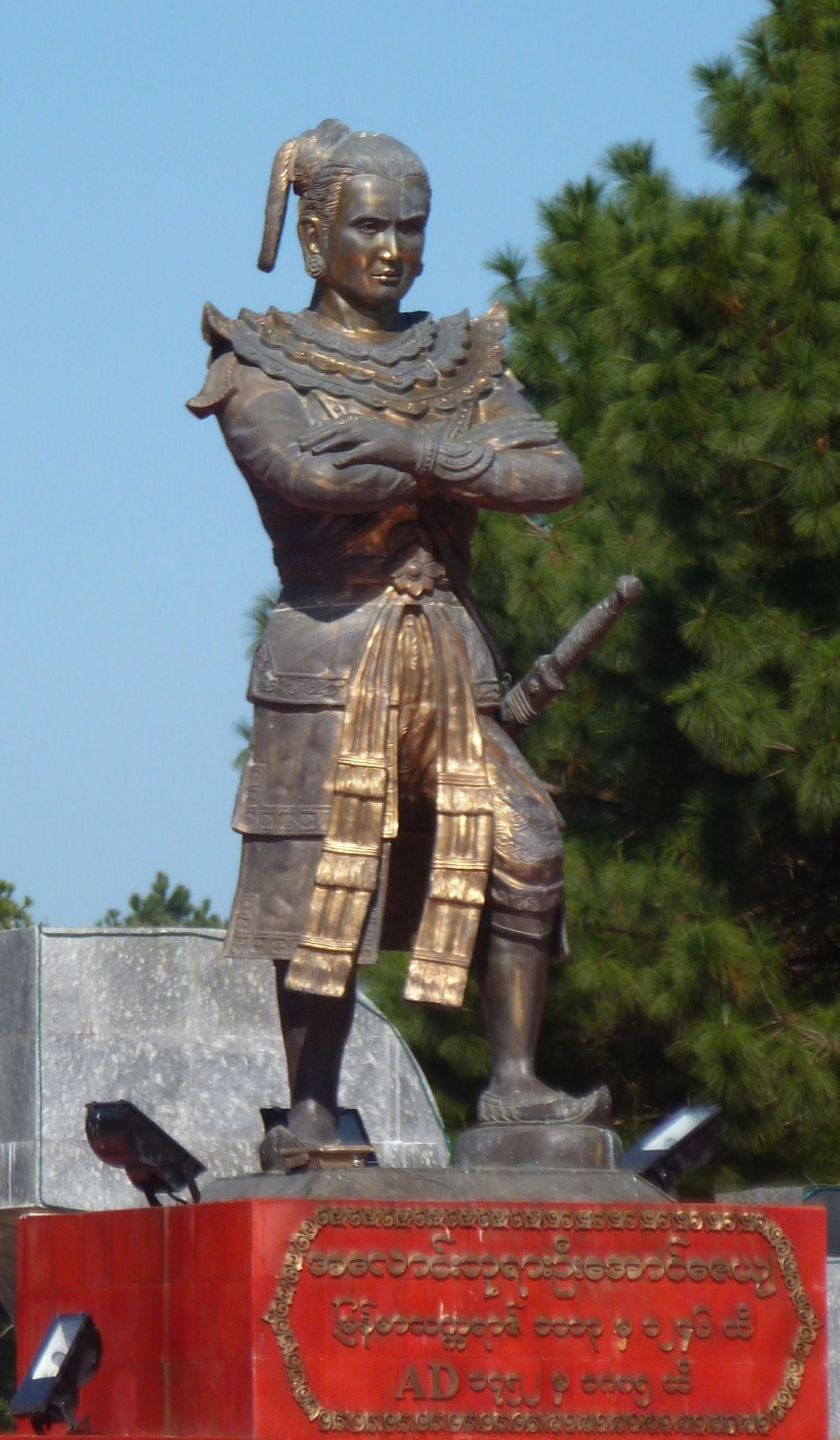
Tượng Alaungpaya ở phía trước Học viện Sĩ quan quân sự Myanmar

### Triều Konbaung trỗi dậy
Di sản quan trọng nhất của Alaungpaya là việc khôi phục quyền cai trị trung ương tại Miến Điện lần đầu tiên sau bốn thập kỷ và sự trỗi dậy của Vương triều Konbaung. Theo nhà sử học Miến Điện Htin Aung, Alaungpaya lãnh đạo một dân tộc "chia rẽ và tan vỡ, nhục nhã và xấu hổ" và "để lại cho những người kế vị ông một dân tộc đoàn kết và tự tin, ngẩng cao đầu một lần nữa trong niềm tự hào và vinh quang". Tuy nhiên Htin Aung cũng cảnh báo rằng Alaungpaya "đã lãnh đạo người dân của mình tiến hành chiến tranh nhưng sự lãnh đạo của ông vẫn vô cùng cần thiết để thực thi hòa bình. Ông đã đánh thức người dân của mình đến với cơn sốt của chủ nghĩa dân tộc nhưng ông đã không nhận được thời gian và cơ hội để xoa dịu chúng hướng đến sự khoan dung và kiềm chế". Thật vậy, các vị vua Konbaung quá tự tin kế tiếp ông sẽ gây chiến với tất cả các láng giềng trong bảy thập kỷ tiếp theo trên con đường thành lập đế chế Miến Điện lớn thứ hai, cho đến khi họ bị người Anh đánh bại tại vùng Đông Bắc Ấn Độ ngày nay.

### Những cáo buộc về chủ nghĩa dân tộc Miến Điện
Alaungpaya cũng được mệnh danh là quốc vương đầu tiên của Miến Điện thao túng một cách có ý thức bản sắc dân tộc, biến điều này thành một phương tiện để thống trị quân sự và chính trị. Cho đến nay, những người theo chủ nghĩa dân tộc Mon cáo buộc ông phải chịu trách nhiệm về sự tàn phá hoàn toàn quốc gia Mon và chấm dứt nhiều thế kỷ người Mon thống trị tại Hạ Miến. Theo một nhà sử học theo chủ nghĩa dân tộc Mon, "sự áp bức chủng tộc do Alaungpaya thực hiện còn tồi tệ hơn so với các vị vua trước đó. Ông đã chấm dứt quyền tự chủ về văn hóa được áp dụng vào thời các nhà cai trị Miến Điện trong thời kỳ Pagan, và thời các vị vua Tabinshwehti và Bayinnaung, và thực dân hoá nhà nước Mon".
Các cáo buộc cần phải được cân bằng với thực tế là Alaungpaya chỉ đơn thuần phản ứng với điều mà nhà sử học Victor Lieberman gọi là chính sách "tự hủy thảm hại" về phân cực sắc tộc của Vương quốc Hanthawaddy phục hồi. Chính vương quốc Mon tự tuyên bố này đã tấn công quê hương của ông lần đầu tiên vào năm 1752 và bắt đầu các cuộc đàn áp và tàn sát người Miến Điện ở miền nam từ năm 1740. Vương quốc mới nổi lên ở miền Nam đã tự miêu tả mình "là một vương quốc Mon thuần túy,... và người Miến miền bắc sẽ trở thành một xứ triều cống". Trong khi Alaungpaya tàn nhẫn trong khi cướp phá Thanlyin và Bago, nơi hào nước "đỏ ngầu vì máu", tại nơi khác ông tái bổ nhiệm các thống đốc người Mon quy phục ông.
Tổng cộng, thời gian Alaungpaya cai trị Hạ Miến chưa đầy hai năm, trong phần lớn thời gian đó ông chiến đấu ở nơi khác. Thực tế là các quốc vương sau này của Konbaung ngày càng đàn áp văn hóa Mon, với các cuộc nổi loạn vào các năm 1762, 1774, 1783, 1792 và 1824–1826.

### Tưởng niệm

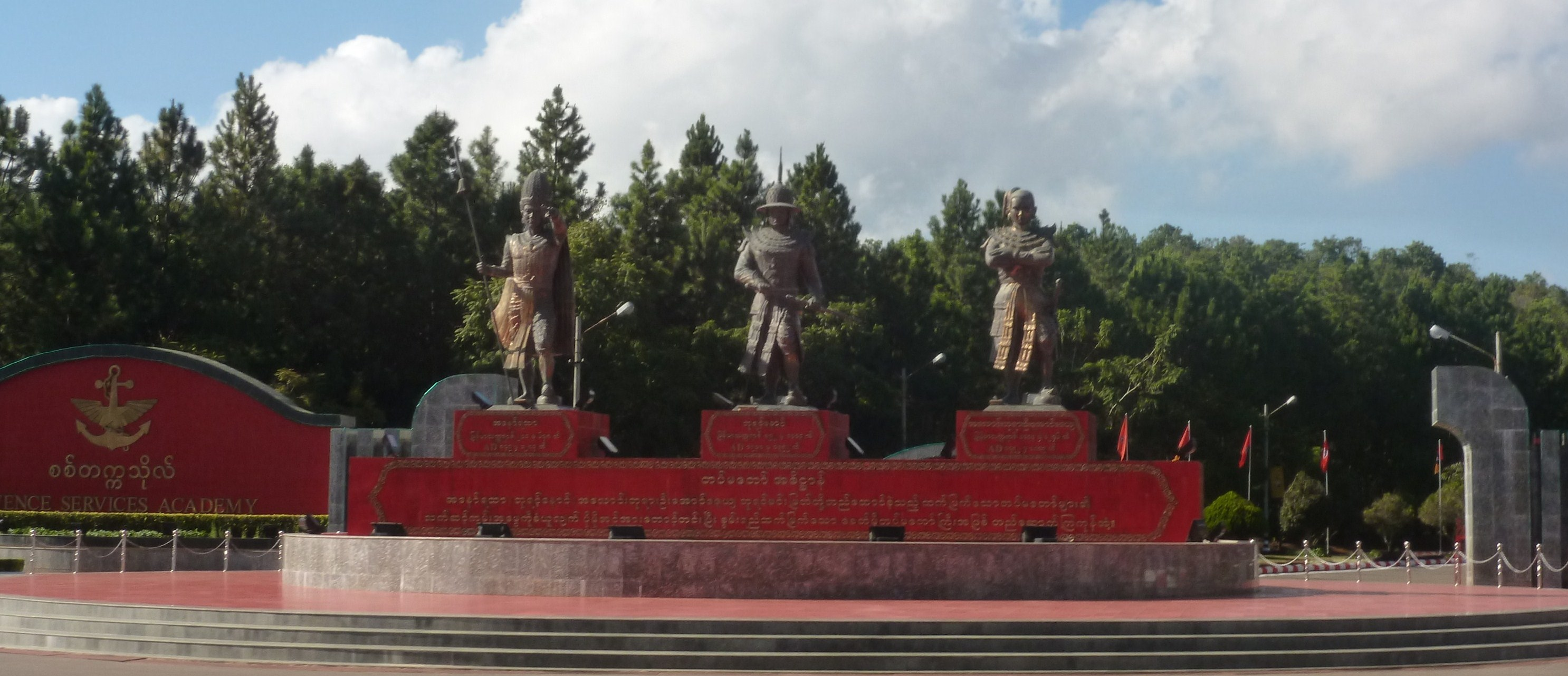
Tượng Alaungpaya (ngoài cùng bên phải) cùng với tượng Anawrahta (ngoài cùng bên trái) và Bayinnaung (giữa) phía trước Học viện Sĩ quan Quân sự Myanmar.

Alaungpaya có tư cách là người sáng lập Đế quốc Miến Điện thứ ba, được cho là một trong ba quốc vương Miến Điện vĩ đại nhất, cùng với Anawrahta và Bayinnaung, những người sáng lập Đế quốc Miến Điện thứ nhất và thứ hai.
- Tổ Alaungpaya, một trong năm tổ học sinh trong các trường học Myanmar
- Tượng Alaungpaya là một trong ba bức tượng các quốc vương dựng trên quảng trường Naypyidaw. Hai bức tượng còn lại là tượng Anawrahta và Bayinnaung.
- Tượng Alaungpaya là một trong ba bức tượng các quốc vương ở phía trước Học viện Sĩ quan Quân sự Myanmar. Hai bức tượng còn lại là tượng Anawrahta và Bayinnaung.
- UMS Aung Zeya, khinh hạm của Hải quân Myanmar
- Cầu Aung Zeya, một cầu dây võng tại Yangon
- Đường Aung Zeya, một con đường tại Yangon
- Bức thư vàng của Quốc vương Alaungpaya gửi Quốc vương George ll của Anh vào ngày 7 tháng 5 năm 1756 đã được ghi vào sổ đăng ký Ký ức Thế giới UNESCO. Nó chứa đựng một đề xuất mậu dịch giữa hai nước, với đoạn văn được chạm khắc trên lá vàng nguyên chất, được trang trí bằng 24 viên hồng ngọc, đây là lá thư vàng duy nhất còn sót lại đến từ Miến Điện.[42]

## Gia đình

### Hậu phi
1. Me Yun San, Chính cung vương hậu
2. Shin Pyei
3. Shin Min Du
4. Thida Mahay
5. Shin Kla
6. Shin Shwe Kho Gyi
7. Shin Shwe Kho Gale

### Con trai
1. Naungdawgyi, 1734–1763
2. Hsinbyushin, 1736–1776
3. Amyint Mintha, 1743–1777
4. Bodawpaya, 1745–1819
5. Pakhan Mintha, 1749–1802
6. Sitha Mintha, 1753–1782
7. Pindale Mintha, 1754–1785
8. Myingun Mintha, d. 1804
9. Kodaw-gyi, died young
10. Myawaddy Mintha, d. 1792

### Con gái
1. Khin Myat Hla, chết trẻ
2. Me Tha, Sri Maha Mangala Devi, Công chúa xứ Kanni, sinh năm 1738
3. Me Myat Hla, 1745–1788
4. Me Sin, Princess of Bago, 1747–1767
5. Me Minkhaung, Công chúa xứ Pandaung
6. Min Shwe Hmya, Công chúa xứ Zindaw, sinh 1754
7. Me Nyo Mya, Công chúa xứ Pin